# Pseudanachis basedowi
Pseudanachis basedowi é uma espécie de gastrópode do gênero Pseudanachis, pertencente à família Columbellidae.